# Java (пароплав, 1865)
Пароплав Java — побудований в 1865 році океанський лайнер на верфі «J. & G. Thomson» для «British & North American Royal Mail Steam Packet Company» (з серпня 1878 року «Cunard»).

## Історія
- 21 жовтня 1865 року вийшов у свій перший рейс Ліверпуль-Квінстаун-Нью-Йорк
- Вийшов 1 липня 1871 року з Ліверпуля в рейс на Нью-Йорк. Прибув у Нью-Йорк 12 липня 1871 року.
- 24 серпня 1871 року (Капітан H. Martyn) набіжав на норвезький барк Anette Мосса (англ. Moss), який був йшов від Портсмута до Маріміші (англ. Marimichi) в баласті, і потопив його. Втратили 11 життів і тільки один вижив — боцман W. Peterson.

У 1873–1874 роках був в рейсах Ліверпуль-Нью-Йорк і назад:
| Рік  | Порт відбуття | Дата відходу | Порт приходу | Дата приходу |
| 1873 | Ліверпуль     | 5 квітня     | Нью-Йорк     | 15 квітня    |
| 1873 | Ліверпуль     | 10 травня    | Нью-Йорк     | 20 травня    |
| 1874 | Ліверпуль     |              | Нью-Йорк     | 5 вересня    |
| 1874 | Ліверпуль     |              | Нью-Йорк     | 10 жовтня    |

- У 1877 році «Fawcett, Preston & Co», Ліверпуль, встановили на пароплаві нові двигуни і Warren Line зафрахтовала пароплав, поки не був проданий «Red Star Line» через рік.
- 30 квітня 1878 року — продали «Red Star Line» і того ж дня вийшов у свій перший рейс від Антверпена до Нью-Йорка. Пізніше перейменували на «Zeeland».
- Травень 1889 року — перейменували в «Electrique» і продали французьким власникам.
- 1892 рік — перейменували в «Lord Spencer» і знову повернувся до британських власників. Переобладнаний в вітрильне судно.
- 1895 рік — Зник безвісти на шляху від Сан-Франциско до Нью-Йорка, а згідно з іншим джерелом — на шляху від Сполучених Штатів до Ірландії 9 квітня 1895 року затонув і ніхто не вижив.